# Simon Phillips
Simon Phillips (6 de fevereiro de 1957) é um baterista de jazz e rock britânico.
Apesar de mais conhecido por seu trabalho com Chick Corea e com a banda Toto, Simon já tocou com artistas como Judas Priest, Jon Lord, David Gilmour,  Roger Glover, Ian Gillan, Jeff Beck, Michael Schenker, Jack Bruce, Brian Eno, Mike Oldfield, Gary Moore, Mick Jagger. Também participou da turnê de 1989 do The Who e do subsequente álbum Join Together, além de tocar nos álbuns solo de Pete Townshend e Roger Daltrey.
Em 2009, Simon Phillips, o baixista Pino Palladino, e o tecladista Philippe Saisse se uniram para formar um conjunto instrumental, Phillips Saisse Palladino. O grupo toca funk rock e jazz.
Fez parte junto com o baixista Anthony Jackson e com a pianista Hiromi Uehara do Hiromi Trio Project.